# Torneo de candidatos de la FIDE

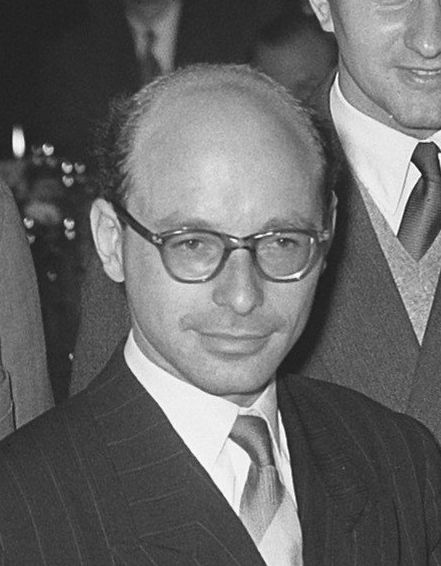
David Bronstein, finalista del Torneo de candidatos de la FIDE de 1951, empatando con el campeón.

El Torneo de Candidatos es un torneo de ajedrez organizado por la Federación Internacional de Ajedrez (FIDE) desde el año 1950 con el fin de determinar qué jugador se enfrentará al campeón mundial de ajedrez, para disputar su título.

## Necesidad
En 1946 Alexander Alekhine, entonces poseedor de la corona de campeón del mundo de ajedrez, murió en un hotel de Estoril (Portugal), cerca de Lisboa; Alekhine no había puesto en disputa su título de campeón, pues hasta entonces la FIDE aceptaba que el nuevo campeón impusiera sus propias condiciones para aceptar a un retador, circunstancia que el propio Alekhine aprovechó durante varios años para evitar poner en juego su título. Para evitar que tales situaciones arbitrarias se repitieran, la FIDE asumió la organización de los campeonatos mundiales de ajedrez (impidiendo que el campeón vigente imponga reglas para ello) y promovió en 1948 un gran torneo por el título mundial en 1948, con sus propias reglas. Este fue ganado por Mijaíl Botvínnik, quien fue coronado como nuevo campeón mundial. 
Al margen del resultado, el torneo tuvo una importancia transcendental en el mundo del ajedrez. El título de Campeón del Mundo dejaba de ser "propiedad" del campeón y la FIDE pasaba a organizar el ciclo de torneos del que habría salir el retador del campeón del mundo según reglas ya establecidas. Esto inspiró a desarrollar a su vez un torneo de similares características en 1949 para reemplazar a la fallecida campeona del mundo Vera Menchik, aunque en el caso de la corona femenina este ya estaba organizado por la FIDE desde su concepción.

## Ciclo de candidatos (1948-1996)
Tanto para el campeonato absoluto como para el campeonato femenino, el ciclo comenzaba en los torneos que todos los años organizan las federaciones locales. El triunfo en estos torneos, normalmente da derecho a participar en un torneo nacional absoluto, organizado por las federaciones nacionales cada año, del que sale el campeón absoluto nacional normalmente.
Los mejores de los torneos nacionales tienen derecho a participar en un torneo zonal por continentes. Las zonas están determinadas por la FIDE y agrupan a países próximos. Son torneos internacionales y de fuerza variable, dependiendo del poderío de los jugadores nativos de la zona.
Los ganadores de los torneos zonales participan en los Torneos Interzonales. En estos torneos ya se encuentra a los jugadores más fuertes del mundo. A lo largo de los años, el número de zonas y jugadores alrededor del mundo se fue expandiendo y así también el número de interzonales. En 1948, sólo se disputó un interzonal en Saltsjöbaden, pero en 1990 ya había tres interzonales. Estos se disputaban por sistema de liga, pero a partir del Torneo Interzonal de Manila en 1990 todos los jugadores han de jugar juntos con un sistema suizo (64 participantes). A lo largo de la historia, el número de participantes que obtenían un pase al torneo de candidatos ha sido variante.
El torneo de candidatos es el que decidirá quién es el próximo retador del campeón del mundo, donde se hallaban los clasificados del interzonal, el segundo o en ocasiones tercer lugar del torneo de candidatos anterior y el perdedor del campeonato del mundo anterior.  
Durante su historia, el formato del torneo de candidatos ha variado constantemente. Hasta 1965 se utilizaba el Sistema de todos contra todos pero una queja de Bobby Fischer contra los jugadores soviéticos (a quienes acusó de pactar tablas si jugaban entre sí para guardar fuerzas contra rivales extranjeros), causó que se eligiera un sistema de eliminación directa de rivales elegidos previamente por sorteo. 
Finalmente, el vencedor de este torneo obtendría el derecho a retar por el título mundial al campeón vigente.

## Cisma y reunificación
Inicialmente la FIDE planeó realizar un torneo cada tres años, pero después del "cisma" ocurrido entre la FIDE y la Professional Chess Association de Gari Kaspárov y Nigel Short en 1993, se ejecutaron cambios en la determinación de los candidatos, fijando la FIDE un torneo de periodicidad incierta, ya no sujeto al plazo perentorio de tres años. Tras el cisma del ajedrez, como se conoce a este acontecimiento, el título de campeón del mundo perdió el brillo de antaño debido al pleito entre dos federaciones mundiales rivales. Ante ello, la FIDE abandonó los interzonales desde 1996 y organizó torneos zonales para la calificación de los retadores. Entre 1999 y el 2005 el campeón del mundo se determinó en torneos, a un ritmo más rápido que el que hasta entonces se había empleado y con un nuevo formato de llaves, donde el campeón del mundo ya no debía defender su título ante un solo rival sino que era un retador en sí mismo.
Por su parte, Garri Kasparov bajo el auspicio de la PCA organizó distintos formatos para determinar al campeón del mundo "clásico" (que seguía la tradición de tener que vencer al campeón anterior para obtener la corona). Sin embargo, debido a problemas para obtener auspiciantes y organizar estos campeonatos de manera consistente, en 2004 se iniciaron las negociaciones para la reunificación de los títulos mundiales.
En 2006 se jugó el torneo de la reunificación entre Vladímir Krámnik (clásico) y Veselin Topalov (FIDE). Krámnik ganó este encuentro, pero debido a contratos previos este debió defender su título en 2007 ante 7 otros oponentes, que coronó a Viswanathan Anand como campeón mundial. Krámnik retó nuevamente (sin éxito) a Anand por el título en 2008 por un acuerdo previo con la FIDE. Por su parte, Topalov perdió su plaza en el campeonato de 2007, por lo que la FIDE le otorgó la posibilidad de retar a Anand en 2010 luego de vencer a Gata Kamski, ganador de la copa del mundo 2007.

## Actualidad
A partir de 2012, se retomó el formato de un torneo todos contra todos para determinar al retador al título mundial (En ese entonces Anand). Desde entonces, para acceder a la carrera por el título mundial se han abierto distintos métodos de clasificación, incluyendo el Grand Prix de la FIDE, la Copa del Mundo de Ajedrez, el Gran Suizo de la FIDE, por Rating Elo o inclusive por nominación. Por su parte, el ciclo femenino no retornó a esta normalidad sino hasta 2019, puesto que hasta entonces mantuvo un formato alternante entre un torneo de eliminación directa, donde la ganadora era coronada campeona del mundo, y uno donde la ganadora del Grand Prix femenino era elegida como retadora.
En 2022, la FIDE anunció el "Circuito FIDE", donde a los mejores jugadores del mundo se les asignaría puntos con base en sus actuaciones en torneos contra otros grandes jugadores. El jugador con mayor puntuación al final del ciclo también obtendría una plaza en el torneo de candidatos.

## Resultados
| Año           | Ganador            |
| ------------- | ------------------ |
| 1950          | David Bronstein    |
| 1953          | Vasily Smyslov     |
| 1956          | Vasily Smyslov     |
| 1959          | Mikhail Tal        |
| 1962          | Mikhail Botvinnik  |
| 1965          | Tigran Petrosian   |
| 1968          | Boris Spassky      |
| 1971          | Boris Spassky      |
| 1974          | Robert Fisher      |
| 1977          | Anatoly Karpov     |
| 1980          | Viktor Korchnoi    |
| 1983/84       | Garry Kasparov     |
| 1985          | Anatoly Karpov     |
| 1988-1990     | Anatoly Karpov     |
| 1991-1993     | Nigel Short        |
| 1994/95 (PCA) | Viswanathan Anand  |
| 1998 (PCA)    | Nigel Short        |
| 2002 (PCA)    | Peter Leko         |
| 2009          | Veselin Topalov    |
| 2011          | Boris Gelfand      |
| 2013          | Magnus Carlsen     |
| 2014          | Viswanathan Anand  |
| 2016          | Sergey Karjakin    |
| 2018          | Fabiano Caruana    |
| 2020/21       | Ian Nepomniachtchi |
| 2022          | Ian Nepomniachtchi |
| 2024          | Gukesh D           |

| Año  | Ganadora               |
| ---- | ---------------------- |
| 1952 | Yelizaveta Býkova      |
| 1955 | Olga Rubtsova          |
| 1959 | Kira Zvorykina         |
| 1961 | Nona Gaprindashvili    |
| 1964 | Milunka Lazarević      |
| 1967 | Alla Kushnir           |
| 1971 | Alla Kushnir           |
| 1974 | Nana Alexandria        |
| 1977 | Maia Chiburdanidze     |
| 1980 | Nana Alexandria        |
| 1983 | Irina Levitina         |
| 1986 | Elena Akhmilovskaya    |
| 1988 | Nana Ioseliani         |
| 1990 | Xie Jun                |
| 1992 | Nana Ioseliani         |
| 1994 | Zsuzsa Polgar          |
| 1997 | Alisa Galliamova       |
| 2019 | Aleksandra Goryachkina |
| 2022 | Lei Tingjie            |
| 2024 | Tan Zhongyi            |